# Савамала (филм)
Савамала је југословенски филм из 1982. године у режији Жике Митровића који је писао и сценарио са Ана Маријом Цар.

## Радња
Прича о младићу који жели да оде из лошег сиротињског кварта и омогућити себи бољи живот.
У Савамали живи осамнаестогодишњи младић, у озлоглашеном крају Београда. У узбурканом амбијенту Савамале сукобљавају се различите страсти, а наслућује се да су крвави штрајкови увод у главну борбу. Младић покушава да изађе из сиротињског живота у боље друштво. Заљубљује се и црта стрипове, а Савамала му нуди беду свакодневице, свет криминалаца, коцкара, анархиста, певаљки, пропалих песника.
Али, јављају се и другачији људи, буди се политичка свест угњетених. Из догађаја који ће да потресу Савамалу и од њихових учесника, младић ће да научи много о животу и свету, и од ветропира постаће човек.

## Улоге
| Глумац                  | Улога                             |
| ----------------------- | --------------------------------- |
| Главне улоге            |                                   |
| Љубиша Самарџић         | Лампас                            |
| Синиша Ћопић            | Коле                              |
| Данило Лазовић          | Ратко Кнежевић                    |
| Ружица Сокић            | Колетова мајка                    |
| Гордана Бјелица         | Ада                               |
| Милан Штрљић            | Станко                            |
| Милош Жутић             | Директор шећеране Арса, Адин отац |
| Душан Јанићијевић       | Колетов отац                      |
| Вера Чукић              | Љубица                            |
| Бранка Петрић           | Роксанда                          |
| Остале улоге            |                                   |
| Бранислав Јеринић       | Газда Живко                       |
| Јован Милићевић         | Министар Мишић                    |
| Маро Браило             | Исак                              |
| Бранко Видаковић        | Лудвиг                            |
| Жарко Лаушевић          | Винко Шарић                       |
| Раде Вукотић            | Миле Јовановић                    |
| Рајко Продановић        | Безимени                          |
| Божидар Павићевић Лонга | Лампасов друг који шанта          |
| Мирољуб Лешо            | Лампасов друг                     |
| Љиљана Шљапић           | Ленка                             |
| Љиљана Седлар           | Адина мајка                       |
| Владан Живковић         | Инспектор                         |
| Иван Јагодић            | Танасије Антић                    |
| Љиљана Газдић           | Танасијина жена                   |
| Михајло Бата Паскаљевић | Уредник у штампарији              |
| Ивана Марковић          | Ержика                            |
| Маја Сабљић             | Милка                             |
| Слободан Матић          | Исаков отац                       |
| Столе Новаковић         | Гост који је за демократију       |
| Миња Војводић           | Агент жандармерије                |
| Љубо Шкиљевић           | Радник у борделу                  |
| Љубомир Ћипранић        | Конобар Ровац                     |
| Милутин Јевђенијевић    | Брабоњак, радник у борделу        |
| Радисав Радојковић      | Војни чиновник                    |
| Дара Вукотић Плаовић    | Проститутка                       |
| Мелита Бихали           | Проститутка и глумица             |
| Стојан Иватовић         | Дечак                             |
| Дамјан Клашња           |                                   |
| Ђокица Милаковић        |                                   |
| Стеван Максић           |                                   |
| Драгољуб Петровић       |                                   |
| Бранко Ристић           |                                   |
| Ђина Новаковић          |                                   |
| Милета Радак            |                                   |
| Милан Филиповић         |                                   |
| Синиша Кукић            |                                   |
| Милутин Лилић           |                                   |